# Ullared
Den här artikeln handlar om tätorten Ullared. För varuhuset, se Gekås. Se även Ullared (TV-serie).
Ullared är en tätort i Ullareds distrikt i Falkenbergs kommun, Hallands län och kyrkbyn i Ullareds socken i Halland.
Ullared ligger cirka 30 km nordost om Falkenberg vid länsväg 154 och lika långt öster om Varberg vid länsväg 153. Båda länsvägar korsas mitt i Ullareds centrum.
Genom samhället rinner Högvadsån och dess tillflöde, Hjärtaredsån från Hjärtaredssjön. I förhållande till omgivningen ligger Ullared nedsänkt, vilket bland annat medfört att det behövts hjälpsändare för mark-TV.

## Historia
Enligt Svenskt dialektlexikon kommer förleden Ull- i ortnamnet från mansnamnet Ulli. Efterleden -red betecknar likt -ryd, röd och -rödje ett område där mark brutits eller röjts. 
Under slutet av 1800-talet och början av 1900-talet byggdes Falkenbergs järnväg (Falkenberg - Limmared) och WbÄJ (Varberg - Ätran 1911-1961), som bägge kom att genomkorsa orten, vilket gjorde att dess betydelse för Falkenbergs inland ökade. Bland annat fungerade orten som omlastningsplats för trävaror och handels betydelse ökade. Under 1960-talet skedde ett omfattande bostadsbyggande samt etablering av handel och service.

### Rån med mera i modern tid
Närvaron av Gekås har gjort att ett flertal bankrån och liknande attentat har genomförts i Ullared:
- 1986 - Sparbanken rånas av Hall-rymlingarna Järnaligan. Bytet blir omkring en miljon kronor. Efter några månaders spaning grips ligan.
- 1987 - Sparbanken rånas av en man utklädd till jultomte. Bytet blir 135 000 kronor. Mannen grips efter några veckor.
- 1992 - Föreningsbanken, Sparbanken och Posten rånas av Militärligan. Det totala bytet blir drygt två miljoner kronor. Ligan grips senare och döms i oktober 1994.
- 19 december 2004 - En liga försöker spränga sig in i Gekås kassavalv. Försöket misslyckas.
- 28 april 2005 - En värdetransport rånas och skottlossning sker.
- Oktober 2005 - Inbrott i elektronikaffären Netonnet. Tjuvarna kommer in i affären genom att köra en bil genom ett skyltfönster
- Januari 2006 - Ännu ett inbrott i Netonnet. Även denna gång kördes en SUV genom ett skyltfönster, en modell Toyota.

### Befolkningsutveckling
| Befolkningsutvecklingen i Ullared 1960–2020 | Befolkningsutvecklingen i Ullared 1960–2020 | Befolkningsutvecklingen i Ullared 1960–2020 | Befolkningsutvecklingen i Ullared 1960–2020 | Befolkningsutvecklingen i Ullared 1960–2020 |
| ------------------------------------------- | ------------------------------------------- | ------------------------------------------- | ------------------------------------------- | ------------------------------------------- |
|                                             |                                             |                                             |                                             |                                             |
| År                                          |                                             |                                             | Folkmängd                                   | Areal (ha)                                  |
| 1960                                        | 1960                                        |                                             | 420                                         |                                             |
| 1965                                        | 1965                                        |                                             | 445                                         |                                             |
| 1970                                        | 1970                                        |                                             | 560                                         |                                             |
| 1975                                        | 1975                                        |                                             | 640                                         |                                             |
| 1980                                        | 1980                                        |                                             | 742                                         |                                             |
| 1990                                        | 1990                                        |                                             | 769                                         | 126                                         |
| 1995                                        | 1995                                        |                                             | 835                                         | 126                                         |
| 2000                                        | 2000                                        |                                             | 789                                         | 130                                         |
| 2005                                        | 2005                                        |                                             | 820                                         | 130                                         |
| 2010                                        | 2010                                        |                                             | 791                                         | 135                                         |
| 2015                                        | 2015                                        |                                             | 699                                         | 111                                         |
| 2020                                        | 2020                                        |                                             | 748                                         | 116                                         |
| Anm.: 2023 sammanväxt med Heden             |                                             |                                             |                                             |                                             |

## Samhället
Bebyggelsen domineras i den norra delen av samhället, Furet, av villabebyggelse. I de centrala delarna finns dominerar handel och service. Söder om centrum finns åter en del bostadsbebyggelse, liksom i väster. I söder finns även ett mindre industriområde: Hedens industriområde.

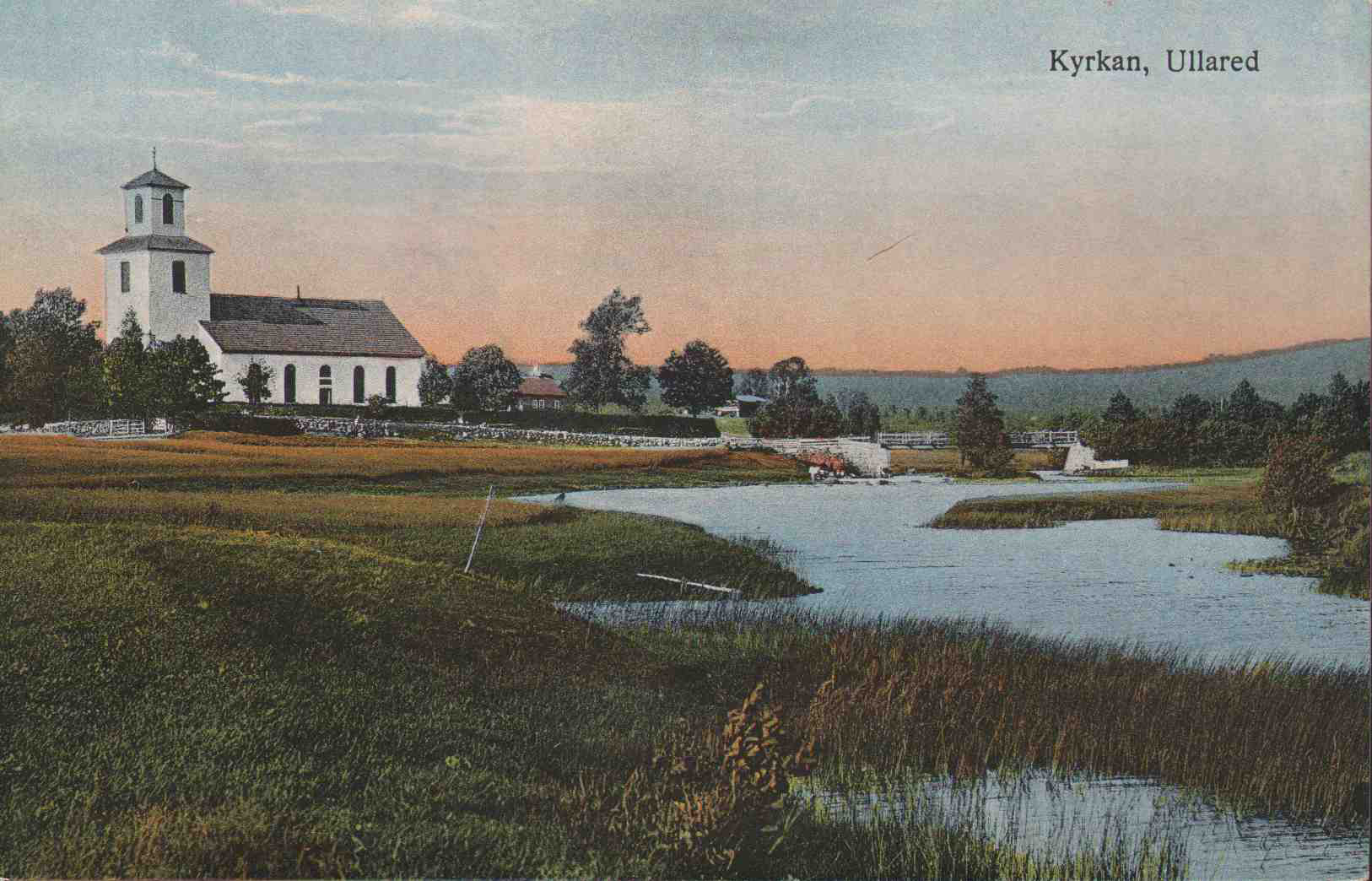
Ullareds kyrka omkring år 1900 med Högvadsån i förgrunden.

Ullareds kyrka samt kyrkogård centralt ligger i orten.
På orten finns en F-9-skola Apelskolan. De yngsta (F-5) går i Kärnhuset, som ligger intill skogen vid Apelskulle. Skolans högstadium byggdes 1967. Orten har också vårdcentral, hotell, reningsverk, avfallsdeponi, brandstation, äldreboende, slalombacke och året runt camping. Samhället tar sitt vatten från Ängaberg. Sedan 1972 finns ett reningsverk för VA-nätet.
Ullared har förutom Gekås Ullared AB även ett stort antal andra butiker. 
Samhället hade ett bilmuseum, Göran Karlssons Motormuseum, som öppnade 2007. Man beslutade att stänga museet i december 2010. Idag används byggnaden som mässhall.

## Näringsliv
Det finns totalt omkring 1 300 arbetsplatser i Ullared, vilket medför att det sker en omfattande inpendling. Av befolkningen i åldrarna 16-64 år är 75% yrkesverksamma.

### Bankväsende
Göteborgs Bank öppnade ett expeditionskontor i Ullared år 1916. Den 16 juni 1972 övertogs Göteborgsbankens kontor av Falkenbergs sparbank.
Ullared hade även en jordbrukskassa, senare kallad Föreningsbanken Ullared. I samband med bildandet av Föreningssparbanken 1997 övertog Falkenbergs sparbank Föreningsbankskontoret i Ullared.

## Kommunikationer
I Ullared möts Länsväg 153 och Länsväg 154. Cirka 2 500 fordon per väg och dygn passerar samhället. Bussförbindelse finns på sträckorna Varberg-Ätran och Falkenberg-Älvsered. Längs länsväg 154 löper en cykelväg (Pyttebaneleden) genom delar av samhället och en till mot Värnamo (länsväg 153).

### Järnväg

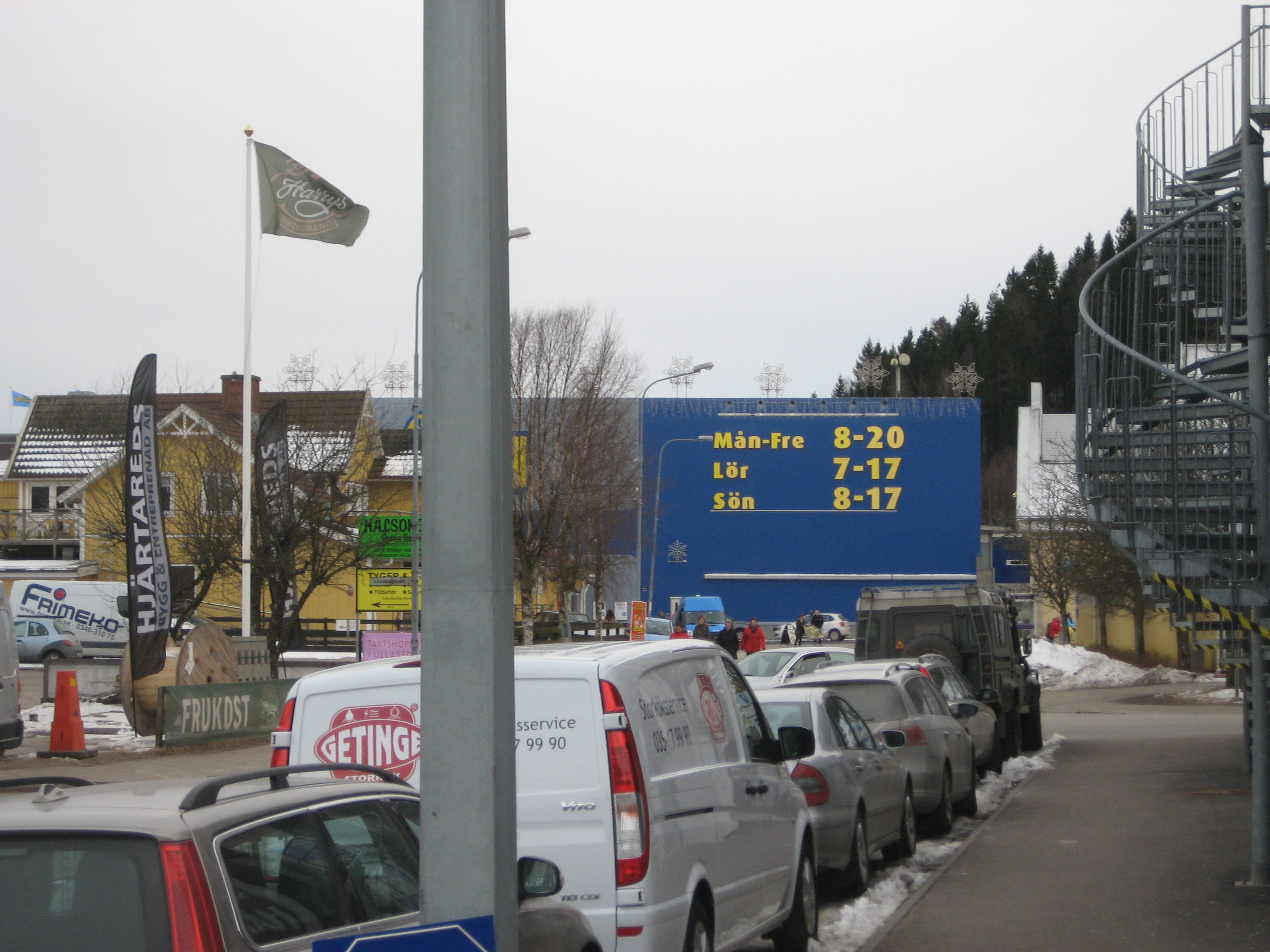
Till vänster skymtar restaurangen Rasta, som numera är ombyggd men som ursprungligen var Ullareds station.

Förr gick det att ta sig till byn genom Falkenbergs järnväg från 1894 och från 1911 genom järnvägen Varberg-Ätran (WbÄJ) som gick genom Ullared tills de lades ner 1961, den förstnämnda i etapper från 1959. Pyttebanan lades ner 1959.

## Idrott
Klubben Ullareds IK har såväl herr- som damfotbollslag i division 2 respektive division 4. De har även gymnastik och tennis på programmet. Fotbollsplanen heter Hedevi och består av två gräsplaner, en konstgräsplan och ett klubbhus.

## Kända personer från Ullared
- Johan Lindegren
- Ulla Smidje
- Nina Björk